# Trentepohlia (Anchimongoma) gedeana
Trentepohlia (Anchimongoma) gedeana is een tweevleugelige uit de familie steltmuggen (Limoniidae). De soort komt voor in het Oriëntaals gebied.